# Abbaye de Duissern
L'abbaye de Duissern est une ancienne abbaye cistercienne située à Duissern, dans le centre-ville de Duisbourg, dans le Land de Rhénanie-du-Nord-Westphalie, dans l'archidiocèse de Cologne.

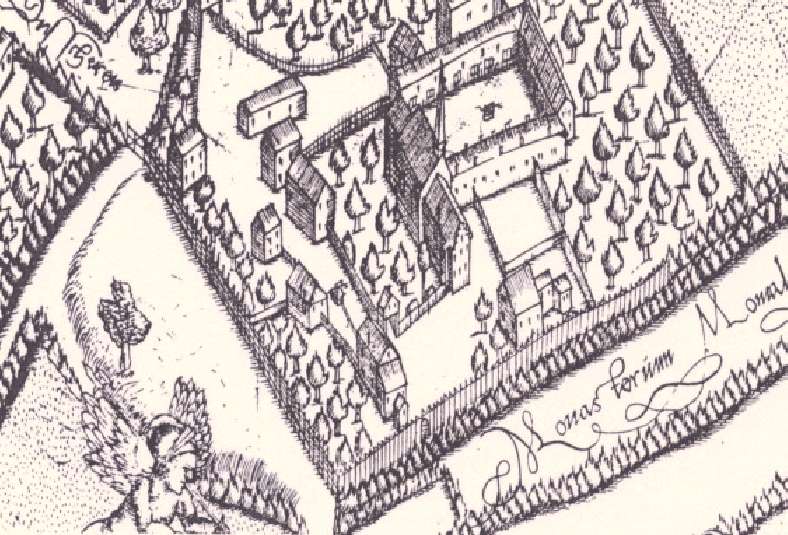
Plan de l’abbaye.

## Histoire
Le couvent est fondé en 1234 par des membres de l'abbaye de Saarn. La surveillance spirituelle est confiée à l'abbaye de Kamp.
Le monastère brûle plusieurs fois. En 1582, les sœurs vont à Duisbourg. En 1608, elles y élèvent un nouveau bâtiment. Les vestiges du monastère sont retrouvés lors de fouilles dans les années 1920. La seule représentation de l'abbaye se trouve dans un plan de Johannes Corputius.